# Långt bortom tid och rum
Långt bortom tid och rum är en svensk låt från 2005, skriven av Calle Kindbom och Thomas G:son. 
Låten framfördes första gången av Mathias Holmgren i den fjärde deltävlingen av Melodifestivalen 2005 som ägde rum i Växjö. Låten placerade sig på fjärde plats, vilket tog låten vidare till "Andra chansen" där den hamnade på en sjundeplats och därmed åkte ur tävlingen.

## Listplaceringar
| Lista (2005) | Topplacering |
| ------------ | ------------ |
| Sverige      | 20           |

### Fotnoter
1. ↑  ”Långt bortom tid och rum”. Hitparad. 6 mars 2005. http://hitparad.se/showitem.asp?interpret=Mathias+Holmgren&titel=L%E5ngt+bortom+tid+och+rum&cat=s. Läst 17 augusti 2012.